# Bernd Wolf (Politiker)

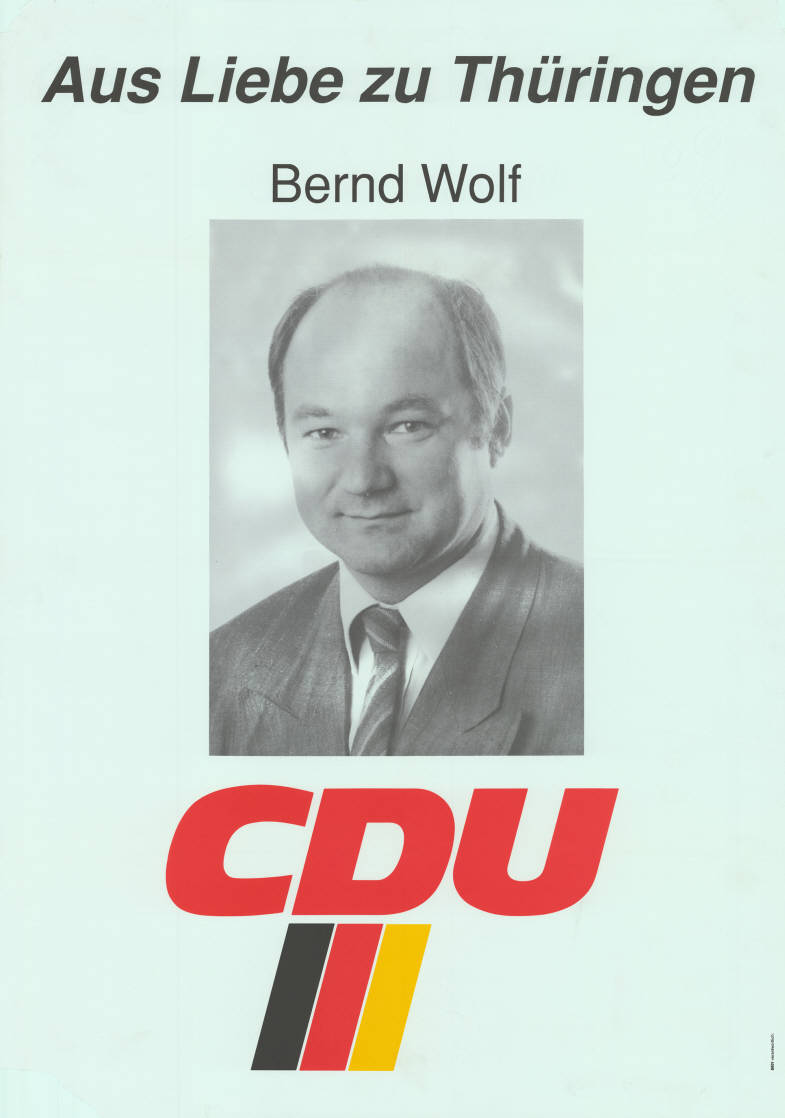
Bernd Wolf auf einem Wahlplakat zur Landtagswahl 1990

Bernd Wolf (* 30. April 1955 in Burg (bei Magdeburg)) ist ein deutscher Politiker (CDU). Er war vom 18. März bis 3. Oktober 1990 Mitglied der ersten und letzten frei gewählten Volkskammer sowie von 1990 bis 2004 Mitglied des Thüringer Landtags in der ersten, zweiten und dritten Wahlperiode, jeweils direkt gewählt im Wahlkreis 20 Sonneberg II/Hildburghausen II.

## Leben und Beruf
Nach dem Besuch der Polytechnischen Oberschule „Herman Kasten“ in Staßfurt besuchte er die EOS „Geschwister Scholl“ in Burg (bei Magdeburg) bis zum Abitur. 1973 bis 1975 leistete Wolf Wehrdienst in der NVA. Danach studierte er in Halle/Saale an der Martin-Luther-Universität Stomatologie. Seit 1981 arbeitete er als Zahnarzt in der Kreisgesundheitseinrichtung (Poliklinik) Hildburghausen, dort legte er auch seine Facharztprüfung ab.
Bernd Wolf ist evangelisch und verheiratet mit Sabine Wolf (geb. Rublack) sie haben zwei Söhne (Andreas, * 1978 und Michael, * 1979) und eine Tochter (Ursula, * 1986). Er lebt seit 1981 mit seiner Familie in Schleusingen in Thüringen.

## Partei
1984 trat Wolf der DDR-Blockpartei CDU bei, die 1990 in der CDU aufging.

## Abgeordneter
Von der Volkskammerwahl 1990 am 18. März bis zur Deutschen Wiedervereinigung am 3. Oktober 1990 war Wolf Mitglied der ersten und letzten frei gewählten Volkskammer. Er wurde im Wahlkreis 15 (Suhl) gewählt. Seit Oktober 1990 gehörte er dem Thüringer Landtag an. Hier war er unter anderem stellvertretender Fraktionsvorsitzender und Vorsitzender mehrerer parlamentarischer Untersuchungsausschüsse, unter anderem des ersten Untersuchungsausschusses des Thüringer Landtags, „der die unter dem SED-Regime entstandenen Machtstrukturen aufklären und weiterhin untersuchen sollte, ob und in welchem Umfang durch ihre politische Vergangenheit belastete Personen … in leitende Funktionen im Lande Thüringen berufen oder belassen worden sind“. Von 1994 bis 2004 war Bernd Wolf Vorsitzender des Landesbeirates für Datenschutz in Thüringen.
Er war ebenfalls in der Stadtverordnetenversammlung Schleusingen kommunalpolitisch aktiv.

## Ämter
Gründungsmitglied des Lions-Club Schleusingen, Präsident 1998/99, 2006/2007 und 2019/2020